# Jaime Ros Bosch
Jaime Francisco Javier Ros Bosch (Ciudad de México, 10 de abril de 1950 - Ibidem, 7 de julio de 2019) fue un economista e investigador mexicano. Fue catedrático en la Facultad de Economía de la Universidad Nacional Autónoma de México (UNAM), profesor emérito de la Universidad de Notre Dame y profesor asociado de El Colegio de México (COLMEX). Además formó parte del Sistema Nacional de Investigadores (SNI), nivel III. En diciembre de 2017 fue distinguido con el grado de doctor Honoris Causa por la Universidad Autónoma Metropolitana (UAM).

## Trayectoria
Cursó estudios de Licenciatura en Ciencias Sociales en la Universidad de París (1969-1971), maestría en Economía en la Universidad Nacional Autónoma de México (1972-1974) y el Diploma en Economía en la Universidad de Cambridge, Inglaterra (1977-1978).
Fue profesor visitante en la Pontificia Universidad Católica del Perú (Lima); el Instituto Kellogg de la Universidad de Notre Dame, UN World Institute for Development Economics Research (WIDER) Finlandia; el St. Anthonyś College de la Universidad de Oxford; y el Departamento de Economía Aplicada de la Universidad de Cambridge.
Se desempeñó como consultor del Banco Mundial, el Programa de Naciones Unidas para el Desarrollo (PNUD), la Comisión Económica para América Latina (CEPAL) tanto en la sede de Chile como en México; el Banco Interamericano de Desarrollo (BID), la Organización Internacional del Trabajo (OIT), Ministerio de Hacienda del Gobierno de Colombia y la Subsecretaría de Planeación Industrial de México. 
Fue miembro del «International Advisory Board» del Journal of Latin American Studies (2003-2008), miembro de los comités editoriales de: Metroeconomica (coeditor), Review of Keynesian Economics, Economía Mexicana Nueva Época CIDE (1990-2013), Investigación Económica, Economía: Teoría y Práctica UAM. Dictaminador para el Journal of Political Economy, Cambridge Journal of Economics, Oxford Economic Papers, World Bank Economic Review, World Development, CEPAL Review, entre otros. Fue editor de la revista Economía Mexicana del CIDE de 1979 a 1985 y, de 2016 a 2019, dirigió la Revista de Economía Mexicana. Anuario UNAM de la Facultad de Economía de la UNAM.
Sus intereses se centraron en temas como Macroeconomía, Desarrollo económico y problemas económicos de México y América Latina.
Entre sus publicaciones más destacadas están: ¿Cómo salir de la trampa del lento crecimiento y alta desigualdad?, El Colegio de México-UNAM, 2015; Algunas tesis equivocadas sobre el estancamiento económico de México, Colegio de México-UNAM, 2013, Rethinking Economic Development, Growth, and Institutions, Oxford University Press, 2013  y Development and Growth in the Mexican Economy. A Historical Perspective, Oxford University Press, 2009 (coautor con Juan Carlos Moreno Brid), publicación en español por el Fondo de Cultura Económica, 2010.

## Publicaciones

### Libros
- ¿Cómo salir de la trampa del lento crecimiento y alta desigualdad?, El Colegio de México-UNAM, 2015

- Development Macroeconomics in Latin America and Mexico. Essays on monetary, exchange rate, and fiscal policies, Palgrave-MacMillan, 2015

- Rethinking Economic Development, Growth, and Institutions, Oxford University Press, 2013

- Algunas tesis equivocadas sobre el estancamiento económico de México, Colegio de México-UNAM, 2013

- The Oxford Handbook of Latin American Economics, Oxford University Press, 2011 (editor con José Antonio Ocampo)
- Development and Growth in the Mexican Economy. A Historical Perspective, Oxford University Press, 2009 (coautor con Juan Carlos Moreno-Brid). Publicación en español por el Fondo de Cultura Económica, 2010.

- Development Theory and the Economics of Growth, University of Michigan Press, (hardcover, 2000; paperback, 2001). Traducción al español publicada por el Fondo de Cultura Económica, México, en 2004.

- La organización industrial en México, Siglo XXI, México, 1990 (coautor).

### Artículos en revistas
- «La economía mexicana en 2018: saldos, perspectivas de desaceleración, y el imperativo del crecimiento», Revista de Economía Mexicana. Anuario UNAM, no. 4, 2019
- «La economía mexicana: balance del 2017, principales tendencias, desafíos, y problemas de política económica», Revista de Economía Mexicana. Anuario UNAM, no. 3, 2018
- «La economía mexicana en 2016: tendencias y perspectivas», Revista de Economía Mexicana. Anuario UNAM, no. 2, 2017
- «La economía mexicana desde la crisis de 2008-2009 y las lecciones de 2015», Revista de Economía Mexicana. Anuario UNAM, no. 1, 2016
- «La ley de Thirlwall: una lectura crítica», Investigación Económica, vol. LXXIV, num. 292, abril-junio de 2015, pp. 11-40 (con Pedro Clavijo)
- «Central Bank policies in Mexico: targets, instruments, and performance», Comparative Economic Studies, vol. 57, n. 3, septiembre de 2015
- «Latin America’s trade and growth patterns, the China factor, and Prebisch’s nightmare», Journal of Globalization and Development, vol. 3, no. 2, marzo de 2013
- «La Teoría General de Keynes y la macroeconomía moderna», Investigación Económica, vol. LXXI, no. 279, 2012
- «Reducción de la pobreza en América Latina: el papel del crecimiento, la distribución del ingreso, el gasto social y el cambio demográfico», Revista de la CEPAL, num 98, agosto 2009
- «Economic development and social policies in Mexico» (con Juan Carlos Moreno Brid y Juan E. Pardinas), Economy and Society, volume 38, issue 1, 2009
- «Aggregate demand shocks and economic growth» (con Amitava Dutt), Structural Change and Economic Dynamics, vol. 18, issue 1, marzo de 2007
- «Unemployment and the real exchange rate in Latin America» (con Roberto Frenkel), World Development, vol. 34 issue 4, abril de 2006
- «Introducción a Repensar el desarrollo económico, el crecimiento y las instituciones», Economía UNAM, vol. 10, n. 30, 2013
- «Junto al epicentro: análisis comparativo de las economías de Canadá y México durante la crisis de 2008-2009», Economía UNAM, vol. 9, n. 27, 2012
- «La desaceleración de la productividad en América Latina: Dos interpretaciones», Economía UNAM, n. 23, 2011
- «Institutions and growth: the time series and cross section evidence», Journal of Institutional Economics, 2011
- «Reducción de la pobreza en América Latina: el papel del crecimiento, la distribución del ingreso, el gasto social y el cambio demográfico», Revista de la CEPAL, num 98, agosto 2009
- «Did New Deal and World War II public capital investments facilitate a ‘Big Push’ in the American South?» (con Fred Bateman y Jason Taylor), Journal of Institutional and Theoretical Economics, (junio de 2009)
- «Economic development and social policies in Mexico» (con Juan Carlos Moreno Brid and Juan E. Pardinas), Economy and Society, volume 38, issue 1, 2009
- «La desaceleración del crecimiento económico en México desde 1982», El Trimestre Económico, n. 299, 2008
- «Alternatives to inflation targeting in Mexico» (con Luis Miguel Galindo), International Review of Applied Economics, vol. 22, issue 2, 2008 (reproducido en G. Epstein y E. Yeldan, Beyond Inflation Targeting, Edward Elgar, 2009)
- «Banco de México: política monetaria de metas de inflación», Economía UNAM n. 9 (Sept.- Dic. 2006) (con Luis Miguel Galindo)
- «México. Las reformas de mercado en perspectiva histórica» (con Juan Carlos Moreno Brid), Revista de la CEPAL, Dic. 2004
- «Instituciones y desarrollo económico: la relación Estado-mercado en México desde una perspectiva histórica» (con Juan Carlos Moreno Brid), Revista Mexicana de Sociología, Año LXVI, octubre de 2004
- «Desempleo, políticas macroeconómicas y flexibilidad del mercado laboral. Argentina y México en los noventa» (con Roberto Frenkel), Desarrollo Económico, n. 173, vol. 44 (abril-junio de 2004)
- «Política industrial, ventajas comparativas y crecimiento», Revista de la CEPAL, n. 73, abril de 2001
- «La liberalización de la balanza de pagos en México: efectos en el crecimiento, el empleo y la desigualdad salarial», Estudios de Política Económica y Finanzas, Revista de la Universidad de Palermo, vol. 2, no. 4, agosto de 1999
- «Dynamic effects of trade liberalization and currency overvaluation under conditions of increasing returns» (con Peter Skott), The Manchester School of Economic and Social Studies, vol. 66 n. 4, septiembre de 1998
- «Reforma estructural, estabilización económica y "el síndrome mexicano"» (con Nora Lustig), Desarrollo Económico, vol. 37, No. 148, enero-marzo de 1998, pp: 503-531.
- «Términos de intercambio y desarrollo desigual», Revista de la CEPAL 50 aniversario, 1998.
- «The 'big push' in an open economy with non-tradable inputs» (con Peter Skott), Journal of Post-Keynesian Economics, Fall 1997, vol. 20, n. 1
- «Prospects for Growth and the Environment in Mexico in the 1990s» (con Nora Lustig, Jan Draisma y A. Ten Kate), World Development, vol. 24 n. 2, February 1996
- «Mercados financieros, flujos de capital y tipo de cambio en México», Economía Mexicana Nueva Época, CIDE, vol. IV, n.º 1, 1995.
- «La Crisis de México y sus Implicaciones», América Latina/Internacional, vol. 2, n.º 1, 1995.
- «La Crisis Mexicana y la Reforma de la Política Macroeconómica», Pensamiento Iberoamericano, vol. 27, enero-junio de 1995.
- «Beneficios comerciales y movilidad de capital: Estudios recientes sobre las consecuencias del TLC», Comercio Exterior, vol. 44, n. 6, junio de 1994
- «Free Trade Area or Common Capital Market? Notes on Mexico-US Economic Integration and Current NAFTA Negotiations», Journal of Interamerican Studies and World Affairs, Summer 1992. Una versión revisada fue publicada en A. H. Moss, Jr. (ed.), Assessments of the North American Free Trade Agreement, University of Miami, 1993.
- «Trade, Growth and the Pattern of Specialization», Political Economy. Studies in the Surplus Approach, vol. 2, n. 1, 1986